# Orthodontium longisetum
Orthodontium longisetum är en bladmossart som beskrevs av Georg Ernst Ludwig Hampe 1863. Orthodontium longisetum ingår i släktet Orthodontium och familjen Bryaceae. Inga underarter finns listade i Catalogue of Life.